# Ryan Crouser
Ryan Crouser (født 18. december 1992) er en amerikansk kuglestøder og diskoskaster. Han er verdensrekordholder i kuglestød både indendørs og udendørs.

## Atletikkarriere
Crouser deltog i kuglestød ved OL 2016 i Rio de Janeiro, hvor han i kvalifikationsrunde var bedst med 21,59 m. I finalen stødte han i andet forsøg 22,22 m (ny personlig rekord), hvilket han senere forbedrede til 22,52 m, ny olympisk rekord. Resultatet var nok til at sikre ham guldet foran hans landsmand, den regerende verdensmester Joe Kovacs, der stødte 21,78 m, og newzealænderen Tom Walsh med 21,36 m.
Ved VM 2019 vandt han sølv, blot 1 cm kortere end Kovacs, og ved afslutningen af 2020 havde Ryan Crouser i konkurrence stødt over 22 meter mere end 100 gange i sin karriere.
I 2020 blev han udnævnt til finalist for Årets Atlet af World Athletics, som er det internationale styrelsesorgan for atletik.
Han forbedrede i 2021 verdensrekorden indendørs til 22,82 m og senere verdensrekorden udendørs ved OL-udtagelsesstævnet til 23,37 m, en rekord der havde stået i 31 år. Han var derfor storfavorit ved OL 2020 i Tokyo (afholdt 2021). Han var bedst med 22,05 m i kvalifikationsrunden, og i finalen bragte han sig straks i spidsen med 22,83 m, som han i sidste forsøg forbedrede til ny olympisk rekord med 23,30 m. Medaljerne blev en gentagelse fra OL 2016, hvor Kovacs med 22,65 m fik sølv og Walsh med 22,47 m bronze.
27. maj 2023 stødte han ved USATF Los Angeles Grand Prix 23,56 m, en forbedring af hans egen verdensrekord.
Ved OL 2024 i Paris var han igen storfavorit, og skønt han med 21,49 m i indledende runde blot var nummer tre, lagde han sig i finalen straks i spidsen med 22,64 m, hvilket han senere forbedrede til 22,90 m og dermed sikrede sig sin tredje OL-guldmedalje i træk. Kovacs fik med 22,15 m igen sølv foran jamaicaneren Rajindra Campbell ligeledes med 22,15 (Kovacs' næstbedste stød var bedst af de to).